# VO2 max
A VO2 max a test által maximálisan felvehető és szállítható oxigén mennyiségét adja meg. (A neve eredete: V̇ – térfogat, O2 – oxigén, max – maximum), nevezik még maximális oxigén felvételnek is. Mértékét megadják abszolút formában: liter oxigén percenként (l/min); illetve relatív formában: milliliter oxigén, melyet a test 1 kilogramja vesz fel percenként (ml/kg/min). Az utóbbi mennyiség összehasonlítási alapot ad a különböző sportágak versenyzőinek edzettségi állapotuk összehasonlítására.

## A VO2max mérése
A VO2 pontos méréséhez a sportolót a maximális oxigén-felvételi állapotba kell juttatni. A tesztet legtöbbször sportorvosnál, futógépen, kerékpáron vagy evezőpadon, a terhelést fokozatosan növelve hajtják végre, miközben műszerekkel figyelik a sportoló légzését, mérik a ki- és belégzett oxigén és szén-dioxid mennyiségét, illetve pulzusát. A V̇O2 max a teszt alatt mért legnagyobb oxigén felvételi érték.

## Becslése kezdő sportolók számára

### Cooper-teszt
A Dr. Kenneth H. Cooper által készített tanulmányban leírt Cooper-teszttel egyszerűen tájékozódhatunk fittségi állapotunkról. A feladat megmérni, hogy a lehető legnagyobb erőbefektetéssel hány métert vagyunk képesek futni 12 perc alatt. Miután ezt lemértük, az alábbi képlettel egy közelítő értéket kaphatunk körülbelüli VO2 max-unkról (ml/kg/perc formában):
{\displaystyle VO_{2}max={d_{12}-505 \over 45}}
ahol a d12 a Cooper-teszten futott távolság méterben megadva.

## Az érték jelentése
VO2 max értéke kor, nem és edzettségfüggő. Egy átlagos fiatalember VO2 max-a 3,5 liter/perc és 45 ml/kg/perc, míg nőknél ez az érték várhatóan 2,0 liter/perc és 38 ml/kg/perc. Ezek az értékek edzéssel növelhetőek, fejleszthetőek, de az életkorral csökkennek. Egyes kutatások szerint ez a fejlettség elérheti, de sosem szárnyalhatja túl azt a teljesítményt, amelyet az adott szervezet 14 éves koráig produkált. 
Azokban a sportágakban, melyekben az állóképesség fontos része a teljesítménynek (pl. futás, országúti kerékpár, evezés, sífutás), az élversenyzőknek rendkívül magas a VO2 maximuma. Egy átlagos férfi versenyző 70 ml/kg/perc körüli VO2 max-al rendelkezik. Világbajnok kerékpáros és sífutó férfiaknál jellemzően 80 ml/kg/perc (némelyikük 90 ml/kg/perc!), míg nőknél 70 ml/kg/perc feletti értékeket mérnek. A háromszoros Tour de France győztes Greg LeMondnak 92,5 ml/kg/perc-es VO2 maxot mértek, a rekordot a sífutó Bjørn Dæhlie tartja, neki 96 ml oxigént vett fel minden kilogrammja percenként. Érdekes módon a leginkább "tüdőigényesnek" titulált evezés sportolóin nem tud ilyen magas értékeket mérni, ennek oka, hogy a magas abszolút VO2 max érték az átlagosnál nagyobb testtömegen oszlik el. A férfi evezősök tüdeje több, mint 6 liter oxigént tud felvenni percenként, de nem ritka a 8 liter/perc sem.
Érdekességképpen állatok VO2 max-át is megmérték, egy átlagos lovon 180 ml/kg/perc-et, szibériai kutyákon 240 ml/kg/perc-et mértek.

## Kapcsolódó oldalak
- További közelítő képletek (angol)
- [[Rekreáció]] <ref>Dr. Kenneth H. Cooper, 1982. Ford.: dr. Hámori Jenő, 1987. Az aerob egyenletek 157-166. oldal ISBN 963 253 478 6 </ref>